# Домартен суз Ан
Домартен суз Ан (фр. Dommartin-sous-Hans) насеље је и општина у североисточној Француској у региону Шампањ-Арден, у департману Марна која припада префектури Сент Манеу.
По подацима из 2011. године у општини је живело 51 становника, а густина насељености је износила 7,86 становника/km². Општина се простире на површини од 6,49 km². Налази се на средњој надморској висини од 153 метара.

## Демографија
| 1962. | 1968. | 1975. | 1982. | 1990. | 1999. | 2011. |
| ----- | ----- | ----- | ----- | ----- | ----- | ----- |
| 67    | 82    | 75    | 70    | 53    | 55    | 51    |

График промене броја становника у току последњих година